# Vasile Botnaru
Vasile Botnaru (n. 12 ianuarie 1957, Cinișeuți) este un jurnalist și pictor din Republica Moldova. Este Directorul biroului din Chișinău al postului Radio Europa Liberă.

## Biografia

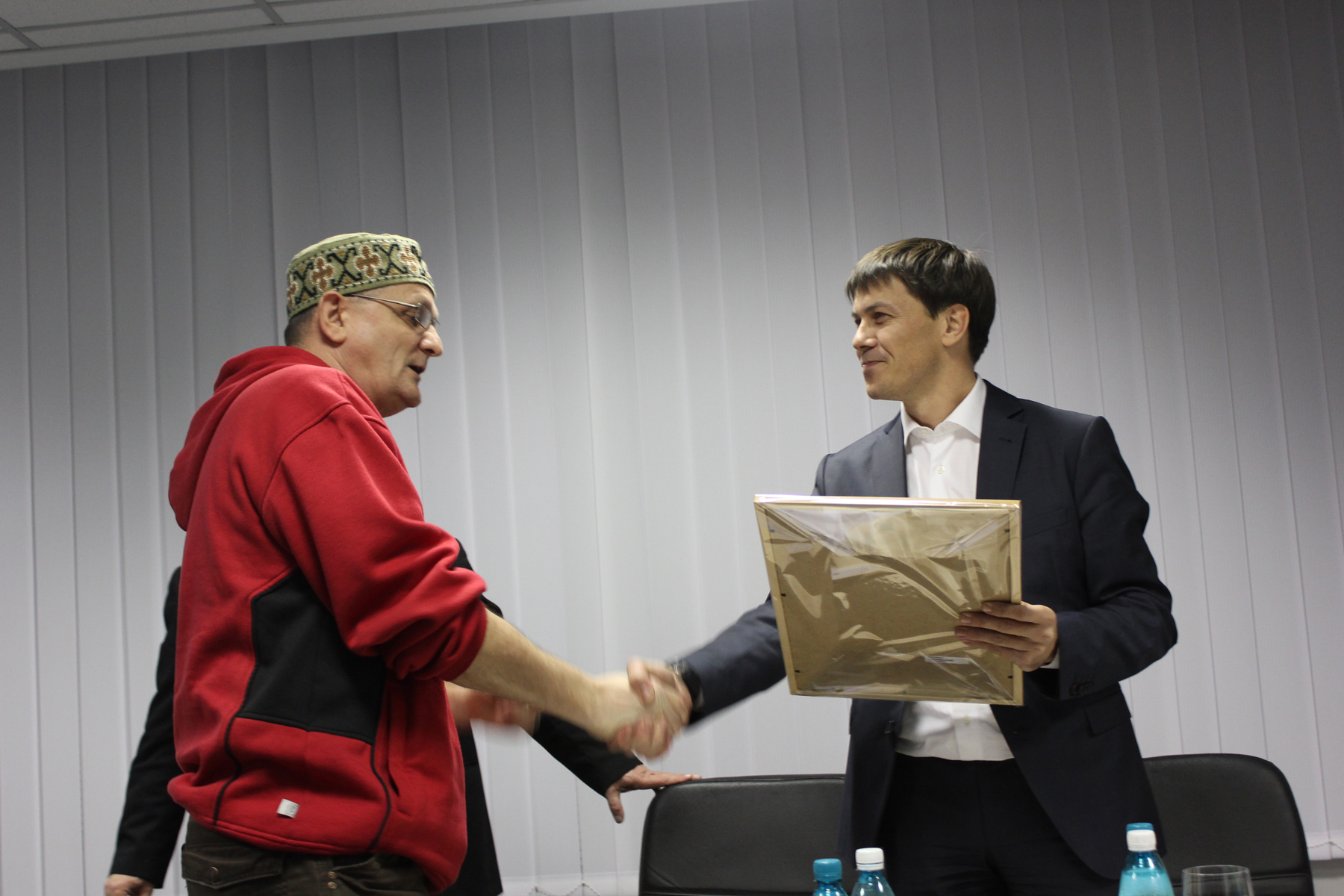
Vasile Botnaru și Oleg Efrim, 2011

Vasile Botnaru a făcut studiile la Facultatea de jurnalism la Universitatea Lomonosov din Moscova. A lucrat reporter foto, secretar de redacție, comentator politic. Împreună cu alți colegi a fondat în 1992 Agenția de știri Basa-Press. A contribuit la importul și lansarea postului de televiziune Pro TV Chișinău. Este corespondent la Associated Press.
Pe lângă jurnalism Vasile Botnaru mai practică și pictura. Până acum el a realizat câteva expoziții de picturi în vin și cafea.

## Decorații
- Ordinul Republicii - cea mai înaltă distincție de stat din Republica Moldova (2009)[6]